# Eiraeiro
Eiraeiro – tajny obóz karny (koncentracyjny), obóz zagłady w Erytrei. Większość źródeł podaje, że Eiraeiro jest położone w pobliżu wioski Gahtelay, w Regionie Północnym Morza Czerwonego. Jednak w artykule w Guardian, umiejscowiono je w pobliżu stołecznej Asmary (około 15 kilometrów na północ od stolicy).
Niewiele wiadomo o Eiraeiro, uważa się, że został wybudowany około roku 2003 i na czas nieokreślony przetrzymywał więźniów politycznych reżimu Isajasa Afwerkiego. W 2008 roku zgłoszono, że spośród pierwszych 35 więźniów 15 z nich zmarło, a kolejnych 9 było w „bardzo złym stanie zdrowia”. Więźniowie są prawdopodobnie katowani, torturowani i są poważnie wychudzeni. Według raportu organizacji Reporterzy bez Granic, Eiraeiro składa się z 62 pomieszczeń o wymiarach 3 x 3 metry.
Wielu z więźniów to dziennikarze i byli urzędnicy rządowi, którzy podpisali list w proteście przeciwko rządom i polityce prezydenta Isajasa i wzywali do jego rezygnacji. Wszyscy są przetrzymywani bez procesu, na czas nieokreślony. Oznaczeni są symbolem G-15. Status członków G-15 i innych więźniów jest obecnie nieznany, jednak w 2018 roku pojawiły się niepotwierdzone doniesienia, że były minister finansów i rozwoju Haile Woldetensae zmarł w tym obozie. Były strażnik obozu Eiraeiro, który uciekł z kraju, poinformował, że około połowa uwięzionych członków G-15 zmarła do 2004 roku.
W swojej książce Dictatorland z 2018 roku dziennikarz Paul Kenyon stwierdza, że uważa się, że w całym kraju znajduje się około 30 podobnych obozów.
Znani więźniowie G-15: Dawit Isaak, Fesshaye Yohannes, Seyoum Tsehaye, Haile Woldetensae.